# Ebersdorf (Autriche)
Pour les articles homonymes, voir Ebersdorf.
Ebersdorf est une commune autrichienne du district de Hartberg-Fürstenfeld en Styrie.